# Дроздов, Андрей Анатольевич
Андре́й Анато́льевич Дроздо́в (род. 23 февраля 1988, Зеленоград) — российский кёрлингист и тренер по кёрлингу.
В составе национальной мужской сборной России участник зимних Олимпийских игр 2014. Участник чемпионата мира среди мужчин 2013 — первого для российской мужской сборной чемпионата мира, команда заняла 10-е место. Участвовал в восьми чемпионатах Европы (лучший результат — пятое место на чемпионате 2012 года). Пятикратный чемпион России среди мужчин, двукратный обладатель Кубка России. В составе смешанной сборной России участник и бронзовый призёр чемпионата Европы среди смешанных команд. Призёр чемпионатов России среди смешанных команд, обладатель Кубка России. чемпион России среди смешанных пар, призёр розыгрышей Кубка России. В составе юниорской мужской сборной команды России участник чемпионата мира среди юниоров, серебряный призёр зимней Универсиады 2015.
В «классическом» кёрлинге (команда из четырёх человек одного пола) в основном играл на позициях третьего и четвёртого. Несколько сезонов был скипом команды.
Мастер спорта России международного класса (18.06.2012, кёрлинг).

## Достижения
- Чемпионат России по кёрлингу среди мужчин: золото (2005, 2009, 2012, 2015, 2018), серебро (2006, 2010, 2011, 2013, 2014), бронза (2008, 2019).
- Кубок России по кёрлингу среди мужчин: золото (2008, 2015), серебро (2017), бронза (2009, 2016).
- Чемпионат Европы по кёрлингу среди смешанных команд: бронза (2006).
- Чемпионат России по кёрлингу среди смешанных команд: серебро (2017), бронза (2008).
- Кубок России по кёрлингу среди смешанных команд: золото (2010), бронза (2017).
- Чемпионат России по кёрлингу среди смешанных пар: золото (2012), серебро (2017).
- Кубок России по кёрлингу среди смешанных пар: серебро (2017).
- Зимние Универсиады: серебро (2015).
- Первенство Европы по кёрлингу среди юниоров: серебро (2006, 2009), бронза (2008).

## Команды
| Сезон                                               | Четвёртый           | Третий              | Второй              | Первый               | Запасной                                                               | Турниры                              |
| --------------------------------------------------- | ------------------- | ------------------- | ------------------- | -------------------- | ---------------------------------------------------------------------- | ------------------------------------ |
| 2004—05                                             | Александр Кириков   | Вадим Школьников    | Алексей Камнев      | Дмитрий Абанин       | Антон Калалб, Андрей Дроздов                                           | ЧР 2005                              |
| 2005—06                                             | Артём Болдузев      | Пётр Дрон           | Антон Калалб        | Алексей Стукальский  | Андрей Дроздов тренер: Юрий Андрианов                                  | ПЕЮ 2006                             |
| 2005—06                                             | Артём Болдузев      | Андрей Дроздов      | Антон Калалб        | Алексей Стукальский  | Виктор Корнев                                                          | ЧР 2006                              |
| 2006—07                                             | Александр Кириков   | Андрей Дроздов      | Роман Кутузов       | Дмитрий Абанин       | Алексей Камнев                                                         |                                      |
| 2006—07                                             | Артём Болдузев      | Андрей Дроздов      | Пётр Дрон           | Валентин Деменков    | Антон Калалб тренер: Ольга Андрианова                                  | ПЕЮ 2007 (9 место)                   |
| 2007—08                                             | Александр Кириков   | Андрей Дроздов      | Роман Кутузов       | Дмитрий Абанин       | Алексей Камнев                                                         |                                      |
| 2007—08                                             | Андрей Дроздов      | ?                   | ?                   | ?                    |                                                                        | КРМ 2007 (4 место)                   |
| 2007—08                                             | Александр Кириков   | Андрей Дроздов      | Пётр Дрон           | Алексей Камнев       | Роман Кутузов тренер: Юрий Андрианов                                   | ЧЕ 2007 (14 место)                   |
| 2007—08                                             | Андрей Дроздов      | Роман Кутузов       | Алексей Стукальский | Валентин Деменков    | Александр Козырев                                                      | ПЕКЮ 2008                            |
| 2007—08                                             | Андрей Дроздов      | Роман Кутузов       | Александр Козырев   | Вадим Раев           | Сергей Манулычев                                                       | ЧР 2008                              |
| 2008—09                                             | Андрей Дроздов      | Алексей Стукальский | Антон Калалб        | Владимир Собакин     |                                                                        | КРМ 2008                             |
| 2008—09                                             | Андрей Дроздов      | Алексей Стукальский | Артём Болдусев      | Алексей Камнев       | Роман Кутузов тренер: Юрий Андрианов                                   | ЧЕ 2008 (15 место)                   |
| 2008—09                                             | Андрей Дроздов      | Алексей Стукальский | Артём Болдусев      | Антон Калалб         | Валентин Деменков тренер: Юрий Андрианов                               | ПЕЮ 2009                             |
| 2008—09                                             | Андрей Дроздов      | Алексей Стукальский | Артём Болдусев      | Валентин Деменков    | Виктор Корнев                                                          | ЧМЮ 2009 (7 место)                   |
| 2008—09                                             | Андрей Дроздов      | Алексей Стукальский | Антон Калалб        | Виктор Корнев        |                                                                        | ЧР 2009                              |
| 2009—10                                             | Андрей Дроздов      | Артём Болдусев      | Александр Кириков   | Алексей Стукальский  | Валентин Деменков тренер: Юрий Андрианов                               | ЧЕ 2009 (12 место)                   |
| 2009—10                                             | Андрей Дроздов      | Алексей Стукальский | Антон Калалб        | Артём Болдузев       |                                                                        | КРМ 2009 · ЧР 2010                   |
| 2010—11                                             | Андрей Дроздов      | Артём Болдузев      | Антон Калалб        | Владимир Собакин     |                                                                        | КРМ 2010 (6 место)                   |
| 2010—11                                             | Андрей Дроздов      | Александр Кириков   | Александр Козырев   | Алексей Стукальский  | Антон Калалб                                                           | ЧЕ 2010 (9 место)                    |
| 2010—11                                             | Андрей Дроздов      | Артём Болдузев      | Александр Кириков   | Антон Калалб         |                                                                        |                                      |
| 2011—12                                             | Алексей Целоусов    | Алексей Стукальский | Андрей Дроздов      | Артур Ражабов        | Пётр Дрон тренер: Юрий Шулико                                          | ЧЕ 2011 (11 место)                   |
| 2011—12                                             | Алексей Целоусов    | Андрей Дроздов      | Алексей Стукальский | Алексей Камнев       |                                                                        |                                      |
| 2011—12                                             | Андрей Дроздов      | Алексей Стукальский | Роман Кутузов       | Александр Козырев    | Антон Калалб                                                           | КРМ 2011 (5 место) · ЧР 2012         |
| 2012—13                                             | Алексей Целоусов    | Алексей Стукальский | Андрей Дроздов      | Артур Ражабов        |                                                                        |                                      |
| 2012—13                                             | Андрей Дроздов      | Алексей Стукальский | Роман Кутузов       | Александр Козырев    |                                                                        | ЧР 2013                              |
| 2012—13                                             | Андрей Дроздов      | Алексей Стукальский | Алексей Целоусов    | Пётр Дрон            | Антон Калалб тренеры: Василий Гудин (ЧЕ, ЧМ), Родгер Густаф Шмидт (ЧЕ) | ЧЕ 2012 (5 место) ЧМ 2013 (10 место) |
| 2013—14                                             | Андрей Дроздов      | Пётр Дрон           | Алексей Стукальский | Антон Калалб         | Артём Шмаков                                                           |                                      |
| 2013—14                                             | Евгений Архипов     | Алексей Стукальский | Андрей Дроздов      | Пётр Дрон            | Александр Козырев тренер: Василий Гудин                                | ЧЕ 2013 (6 место)                    |
| 2013—14                                             | Алексей Стукальский | Евгений Архипов     | Андрей Дроздов      | Пётр Дрон            | Александр Козырев тренер: Василий Гудин                                | ЗОИ 2014 (7 место)                   |
| 2013—14                                             | Андрей Дроздов      | Алексей Стукальский | Антон Калалб        | Александр Козырев    | Роман Кутузов тренер: Василий Гудин                                    | ЧР 2014                              |
| 2014—15                                             | Андрей Дроздов      | ?                   | ?                   | ?                    |                                                                        | КРМ 2014 (10 место)                  |
| 2014—15                                             | Евгений Архипов     | Алексей Стукальский | Артур Ражабов       | Антон Калалб         | Андрей Дроздов тренер: Василий Гудин                                   | ЗУ 2015                              |
| 2014—15                                             | Андрей Дроздов      | Алексей Стукальский | Антон Калалб        | Пётр Дрон            | Артур Ражабов тренер: Константин Задворнов                             | ЧР 2015                              |
| 2015—16                                             | Андрей Дроздов      | ?                   | ?                   | ?                    |                                                                        | КРМ 2015                             |
| 2015—16                                             | Алексей Стукальский | Евгений Архипов     | Артур Ражабов       | Антон Калалб         | Андрей Дроздов тренеры: Василий Гудин, Сёрен Гран                      | ЧЕ 2015 (7 место)                    |
| 2015—16                                             | Андрей Дроздов      | Пётр Дрон           | Алексей Стукальский | Артур Ражабов        | Антон Калалб                                                           | ЧРМ 2016                             |
| 2016—17                                             | Алексей Стукальский | Андрей Дроздов      | Пётр Дрон           | Антон Калалб         | Олег Красиков                                                          | КРМ 2016                             |
| 2016—17                                             | Алексей Стукальский | Андрей Дроздов      | Артур Ражабов       | Антон Калалб         | Пётр Дрон                                                              | ЧРМ 2017 (5 место)                   |
| 2017—18                                             | Алексей Стукальский | Андрей Дроздов      | Пётр Дрон           | Артур Ражабов        | Пантелеймон Лаппо                                                      | КРМ 2017 · ЧРМ 2018                  |
| 2018—19                                             | Александр Кириков   | Андрей Дроздов      | Вадим Школьников    | Сергей Морозов       | Дмитрий Абанин                                                         | КРМ 2018 (7 место) · ЧРМ 2019        |
| 2019—20                                             | Александр Кириков   | Андрей Дроздов      | Вадим Школьников    | Сергей Морозов       | Дмитрий Абанин                                                         | КРМ 2019 (7 место)                   |
| 2019—20                                             | Александр Кириков   | Андрей Дроздов      | Вадим Школьников    | Дмитрий Абанин       | Сергей Морозов тренер: Светлана Калалб                                 | ЧРМ 2020 (4 место)                   |
| 2020—21                                             | Александр Кириков   | Андрей Дроздов      | Вадим Школьников    | Сергей Морозов       | Дмитрий Абанин тренер: Светлана Калалб                                 | КРМ 2020 (9 место)                   |
| 2020—21                                             | Александр Кириков   | Андрей Дроздов      | Вадим Школьников    | Дмитрий Абанин       | Сергей Морозов тренер: Светлана Калалб                                 | ЧРМ 2021 (9 место)                   |
| Кёрлинг среди смешанных команд (mixed curling)      |                     |                     |                     |                      |                                                                        |                                      |
| 2006—07                                             | Александр Кириков   | Дарья Козлова       | Дмитрий Абанин      | Юлия Светова         | Андрей Дроздов, Анжела Тюваева                                         | ЧЕСК 2006                            |
| 2007—08                                             | Андрей Дроздов      | Анна Сидорова       | Роман Кутузов       | Галина Арсенькина    | Виктория Макаршина                                                     | ЧРСК 2008                            |
| 2008—09                                             | Андрей Дроздов      | Кира Езех           | Александр Козырев   | Галина Арсенькина    |                                                                        | ЧРСК 2009 (5 место)                  |
| 2010—11                                             | Людмила Прививкова  | Андрей Дроздов      | Нкеирука Езех       | Артём Болдузев       | Надежда Лепезина, Евгений Архипов                                      | КРСК 2010                            |
| 2010—11                                             | Андрей Дроздов      | Екатерина Антонова  | Алексей Стукальский | Виктория Макаршина   |                                                                        | ЧРСК 2011 (9 место)                  |
| 2016—17                                             | Андрей Дроздов      | Вероника Тепляшина  | Пётр Дрон           | Маргарита Евдокимова |                                                                        | ЧРСК 2017                            |
| 2017—18                                             | Андрей Дроздов      | Мария Бакшеева      | Александр Орлов     | Мария Дуюнова        |                                                                        | КРСК 2017                            |
| 2017—18                                             | Андрей Дроздов      | Мария Ермейчук      | Пётр Дрон           | Маргарита Евдокимова |                                                                        | ЧРСК 2018 (5 место)                  |
| Кёрлинг среди смешанных пар (mixed doubles curling) |                     |                     |                     |                      |                                                                        |                                      |
| 2011—12                                             | Виктория Макаршина  | Андрей Дроздов      |                     |                      |                                                                        | ЧРСП 2012                            |
| 2012—13                                             | Виктория Макаршина  | Андрей Дроздов      |                     |                      |                                                                        | ЧРСП 2013 (13 место)                 |
| 2016—17                                             | Вероника Тепляшина  | Андрей Дроздов      |                     |                      |                                                                        | ЧРСП 2017                            |
| 2017—18                                             | Анастасия Халанская | Андрей Дроздов      |                     |                      |                                                                        | КРСП 2017                            |

(скипы выделены полужирным шрифтом)

## Результаты как тренера национальных сборных
| Год  | Турнир                                                            | Сборная              | Место |
| ---- | ----------------------------------------------------------------- | -------------------- | ----- |
| 2018 | Чемпионат мира по кёрлингу среди юниоров (группа Б) 2018          | Россия (юниоры муж.) | 2     |
| 2018 | Чемпионат мира по кёрлингу среди юниоров 2018                     | Россия (юниоры муж.) | 10    |
| 2019 | Чемпионат мира по кёрлингу среди юниоров (группа Б) 2019 (январь) | Россия (юниоры жен.) | 2     |
| 2019 | Чемпионат мира по кёрлингу среди юниоров 2019                     | Россия (юниоры жен.) | 1     |
| 2020 | Чемпионат мира по кёрлингу среди юниоров 2020                     | Россия (юниоры жен.) | 3     |

## Частная жизнь
В 2010 году окончил Институт энергомашиностроения и механики МЭИ по специальности «Гидравлические машины, гидроприводы и гидропневмоавтоматика». Спортивное образование — в 2017 окончил Национальный государственный университет физической культуры, спорта и здоровья имени П. Ф. Лесгафта по специальности «Физическая культура (034300.68)», магистр.
Начал заниматься кёрлингом в 2003 году в возрасте 15 лет.